# Michel Audiard

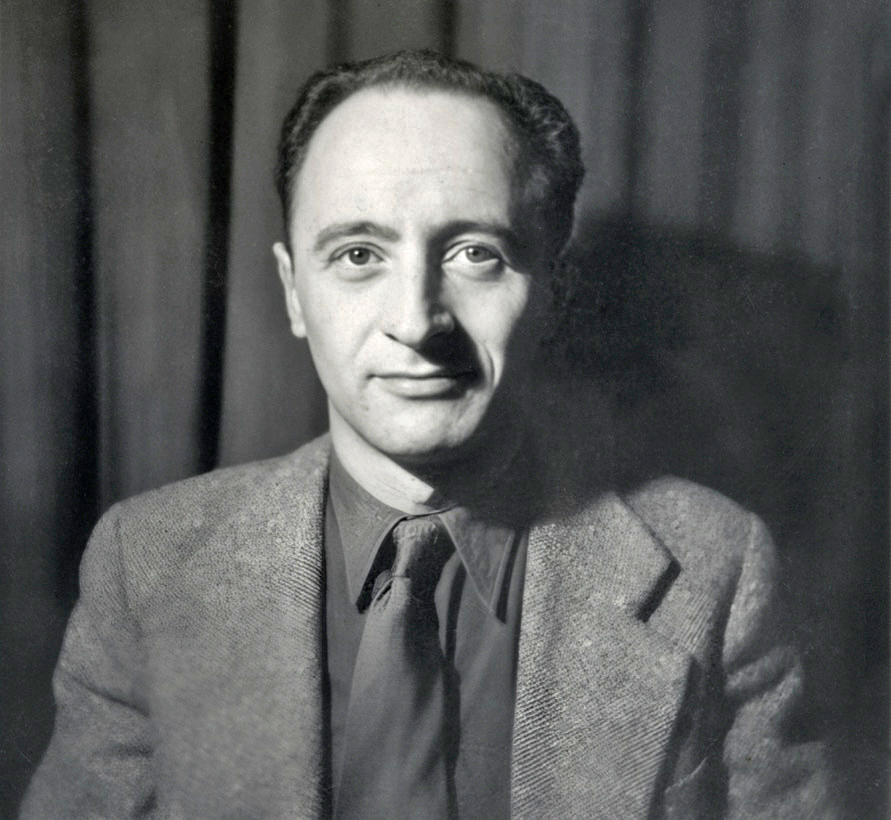
Michel Audiard (1952)

Michel Audiard (* 15. Mai 1920 in Paris; † 27. Juli 1985 in Dourdan) war ein französischer Drehbuchautor und Regisseur.

## Leben
Audiard arbeitete nach dem Zweiten Weltkrieg als Autor von Kinomagazinen. Regisseur André Hunebelle fragte ihn 1949, ob er einen Abenteuerfilm für ihn schreiben könnte. Audiard sagte ja, verfasste das Drehbuch zu Mission in Tanger und etablierte sich als Drehbuchautor. Im Lauf seiner Karriere war Audiard an 131 Drehbüchern beteiligt. Er adaptierte Stoffe, schrieb Originaldrehbücher und galt als führender Spezialist für prägnante Dialoge. In den 1970er und 1980er Jahren war er als Drehbuch- oder Dialogautor regelmäßig an den Filmen des französischen Superstars Jean-Paul Belmondo beteiligt, für den er unter anderem die Drehbuchvorlage zum Kassenschlager Der Profi (1981) schrieb. In den späten 1960er und frühen 1970er Jahren trat Audiard auch als Regisseur in Erscheinung, war mit dieser Arbeit aber unzufrieden.
Sein Sohn Jacques Audiard ist ebenfalls Drehbuchautor und Regisseur.

## Filmografie (Auswahl)
Drehbuch
- 1950: Der galante Abenteurer (Méfiez-vous des blondes)
- 1950: Der sensationelle Einbrecher (Garou-Garou, le passe-muraille)
- 1952: Sie und Er (Elle et moi)
- 1952: Von Sensationen gehetzt (Les dents longues)
- 1953: Die Abenteuer der drei Musketiere (Les trois mousquetaires)
- 1953: Staatsfeind Nr.1 (L’ennemi public No. 1)
- 1954: Der Sonntagsangler (Poisson d’avril)
- 1955: Gangster von Paris (Série noire)
- 1955: Gas-Oil (Gas-Oil)
- 1956: Das Halbblut von Saigon (Mort en fraude)
- 1956: Vulkan im Blut (Le sang à la tête)
- 1957: Luzifers Tochter (Retour de manivelle)
- 1957: Die Elenden (Les misérables)
- 1957: Kommissar Maigret stellt eine Falle (Maigret tend un piège)
- 1958: Die großen Familien (Les grandes familles)
- 1958: Ein Liebespaar (Pêché de jeunesse)
- 1958: Im Mantel der Nacht (Le desordre de la nuit)
- 1959: Tatort Paris (125, rue Montmartre)
- 1959: Im Kittchen ist kein Zimmer frei (Archimède, le clochard)
- 1959: Wiesenstraße Nr. 10 (Rue des prairies)
- 1960: Der Himmel ist schon ausverkauft (Les vieux de la vieille)
- 1960: Die Französin und die Liebe (La française et l’amour) (Drehbuch der 5. Episode)
- 1960: Taxi nach Tobruk (Un taxi pour Tobrouk)
- 1961: Der Präsident (Le président)
- 1961: Der Herr mit den Millionen (Le cave se rebiffe)
- 1962: Der Teufel und die Zehn Gebote (Le diable et les dix commandements)
- 1962: Ein Affe im Winter (Un singe en hiver)
- 1962: Ein Herr aus besten Kreisen (Le gentleman d’epsom)
- 1963: Lautlos wie die Nacht (Mélodie en sous-sol)
- 1963: Mein Onkel, der Gangster (Les Tontons flingueurs)
- 1964: 100.000 Dollar in der Sonne (Cent mille dollars au soleil)
- 1964: An einem heißen Sommermorgen (Par un beau matin d’été)
- 1964: Bei Oscar ist ’ne Schraube locker (Une souris chez les hommes)
- 1964: Jagd auf Männer (La chasse à l’homme)
- 1964: Mordrezepte der Barbouzes (Les Barbouzes)
- 1965: Die Damen lassen bitten (Les bons vivants)
- 1965: Ganoven rechnen ab (La Métamorphose des cloportes)
- 1966: Nimm’s leicht, nimm Dynamit (Ne nous fâchons pas)
- 1967: Die Dirne und der Narr (Un idiot à Paris)
- 1967: Jonny Banco – Geliebter Taugenichts (Johnny Banco)
- 1967: Ein Mädchen wie das Meer (La grande sauterelle)
- 1968: Die kleine Brave (La petite vertu)
- 1968: Der Bulle (Le pacha)
- 1968: Ich laß mich nicht für dumm verkaufen (Faut pas prendre les enfants du bon dieu pour les canards sauvages) (auch Regie)
- 1971: Der Seebär von St. Malo (Le drapeau noir flotte sur le marmite) (auch Regie)
- 1975: Der Unverbesserliche (L’incorrigible)
- 1976: Der große Angeber (Le grand escogriffe)
- 1976: Der Körper meines Feindes (Le corps de mon ennemi)
- 1977: Ein irrer Typ (L’animal)
- 1977: Ein verrücktes Huhn (Tendre poulet)
- 1978: Der Windhund (Flic ou voyou)
- 1978: Edouard, der Herzensbrecher (Le cavaleur)
- 1980: Auch Mörder haben schöne Träume (Pile ou face)
- 1980: Wer hat den Schenkel von Jupiter geklaut? (On a volé la cuisse de Jupiter)
- 1980: Der Puppenspieler (Le guignolo)
- 1981: Das Verhör (Garde à vue)
- 1981: Der Maulwurf (Espion, lève-toi)
- 1981: Der Profi (Le professionnel)
- 1982: Das Auge (Mortelle randonnée)
- 1983: Der Außenseiter (Le marginal)
- 1983: Die Glorreichen (Les morfalous)
- 1984: Dog Day – Ein Mann rennt um sein Leben (Canicule)
- 1985: Ein Käfig voller Narren – Jetzt wird geheiratet (La cage aux folles III – 'Elles' se marient)
- 1985: Mörderischer Engel (On ne meurt que deux fois)

Literarische Vorlage
- 2000: Under Suspicion – Mörderisches Spiel (Under Suspicion)